# Castrovillari
Castrovillari község (comune) Olaszország Calabria régiójában, Cosenza megyében.

## Fekvése
A település a Pollino Nemzeti Park területén fekszik, a megye északi részén. Határai: Altomonte, Cassano all’Ionio, Cerchiara di Calabria, Chiaromonte, Civita, Frascineto, Morano Calabro, San Basile, San Lorenzo Bellizzi, San Lorenzo del Vallo, Saracena, Spezzano Albanese, Viggianello és Terranova di Pollino.

## Története
A települést a 14. században alapították Castrum Villarum név alatt (jelentése városi erőd), ami a területén található várra utal.

## Népessége
A népesség számának alakulása:

## Főbb látnivalói
- San Giuliano-bazilika
- Santa Maria di Costantinopoli-templom
- SS. Trinità-templom
- Madonna del Castello-templom
- Palazzo Salituri
- Palazzo Salituri alla Giudeca
- San Rocco-kápolna'
- Palazzo Cappelli
- Palazzo Gallo
- Palazzo Gallo vecchio
- Castello Aragonese
- Palazzo del Municipio
- Santa Maria delle Grazie-templom